# كنيسة خورا
41°01′52″N 28°56′21″E / 41.03111°N 28.93917°E

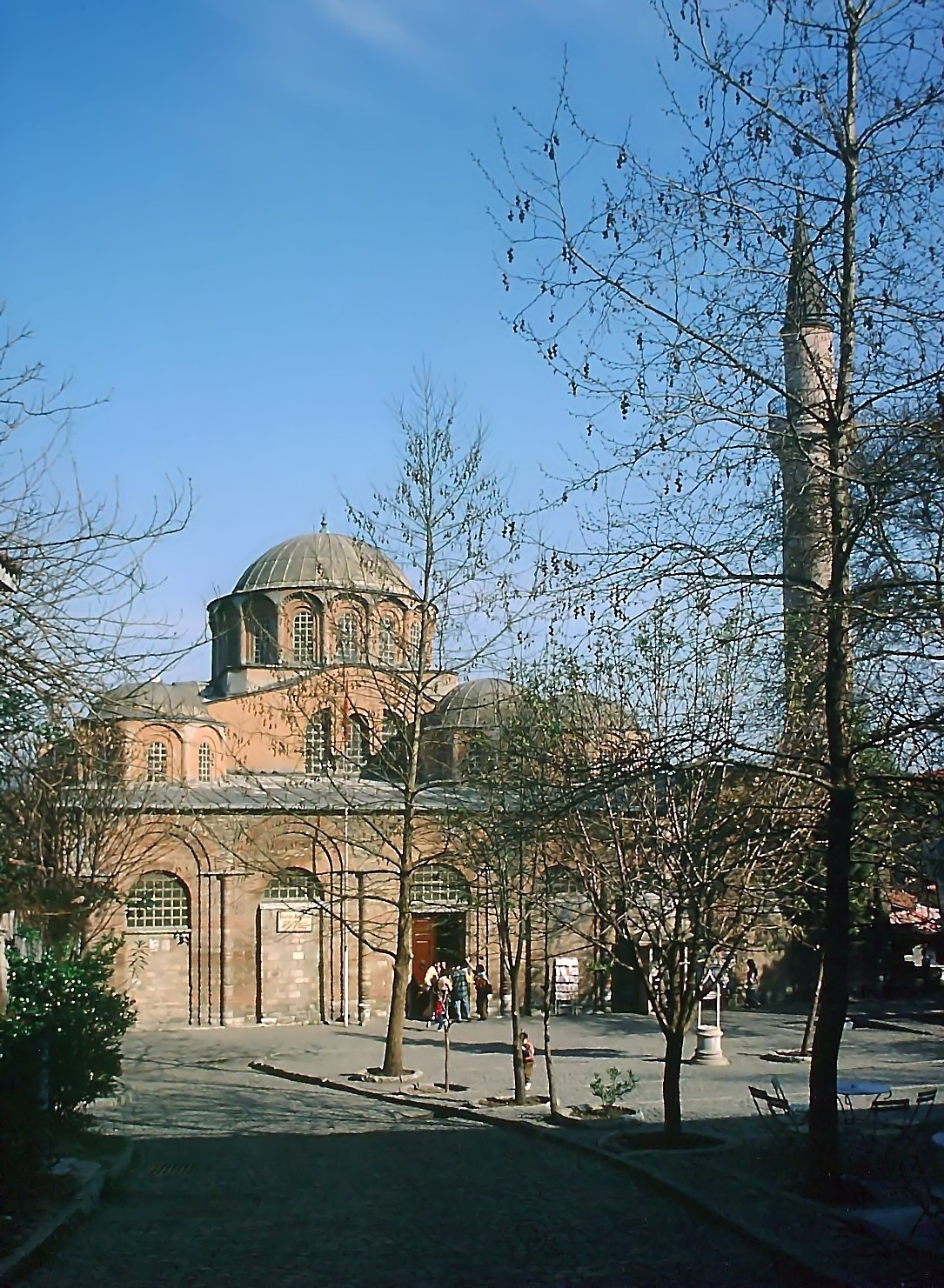
كنيسة خورا

كنيسة خورا أو متحف قعرية (بالتركية: Kariye Müzesi)‏ هي كنيسة بيزنطية في إسطنبول، تُعتبر من أجمل الآثار البيزنطية الباقية والتي مرت بِعِدة عُصور. والتي تَقع بالجُزء الغربي من بلدية الفاتح.
كان المتحف يسمى بكنيسة المخلص المقدس. ومن كنيسة بيزنطية تحولت إلى جامع في القرن السادس عشر، ومن بعدها إلى متحف سمي بمتحف (قعرية) في سنة 1948. ومن بعدها تم تحويلها إلى مسجد في سنة 2020.
ويحتوي المتحف على الكثير من اللوحات الفنية والفسيفساء، وينقسم المبنى إلى ثلاثة أقسام رئيسية هي: مدخل القاعة أو صحن الكنيسة، الجسم الرئيسي للكنيسة، ومصلى جانبي، وللمبنى 6 قباب.
اعترضت وزارتي الخارجية والثقافة في اليونان ورئيس الأساقفة الأمريكيان على قرار السلطات التركية إعادة تحويل كنيسة شورا البيزنطية الأرثوذكسية إلى مسجد.

## معرض الصور

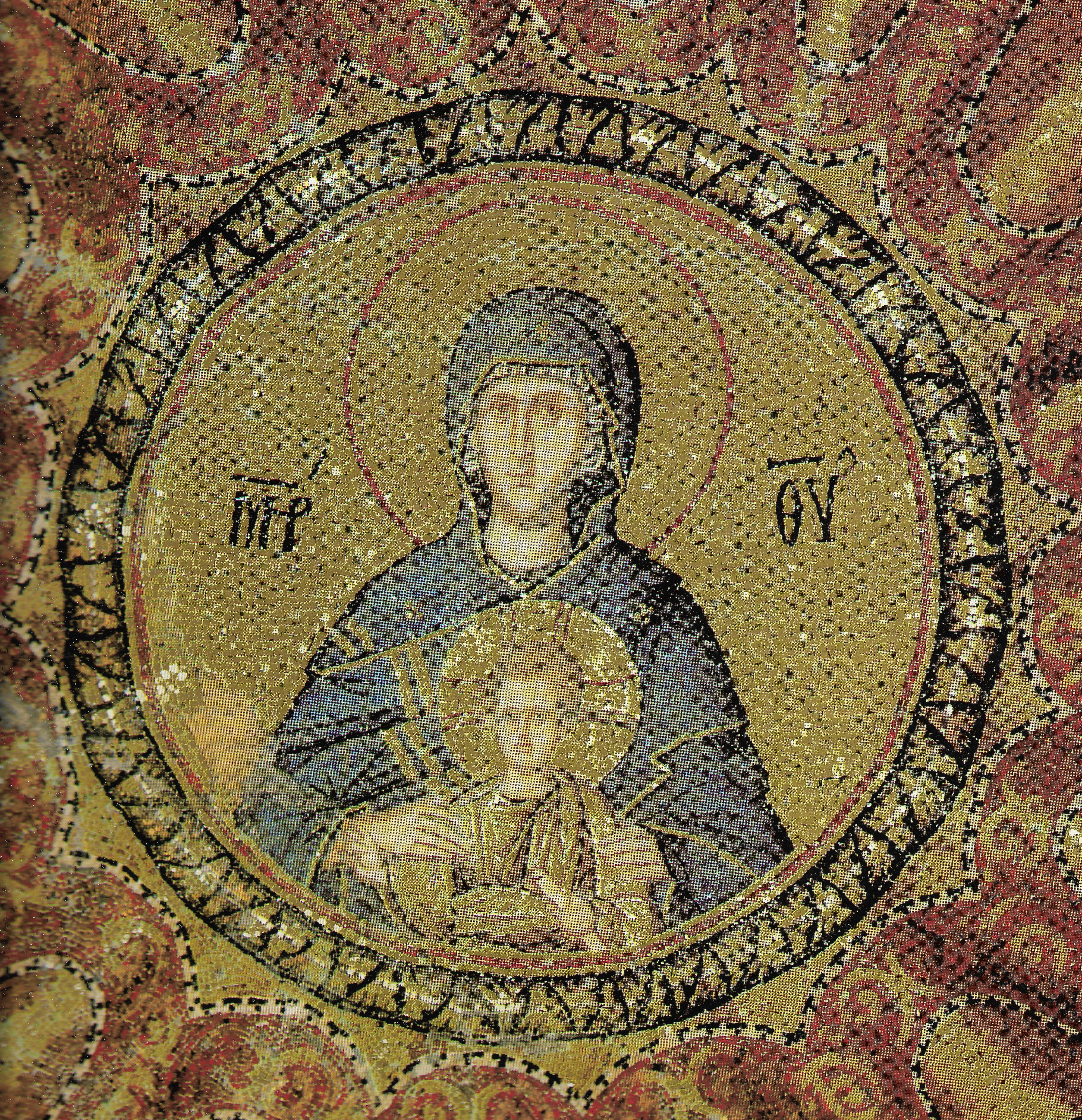
فسيفساء الأرحب من السموات في كنيسة خورا
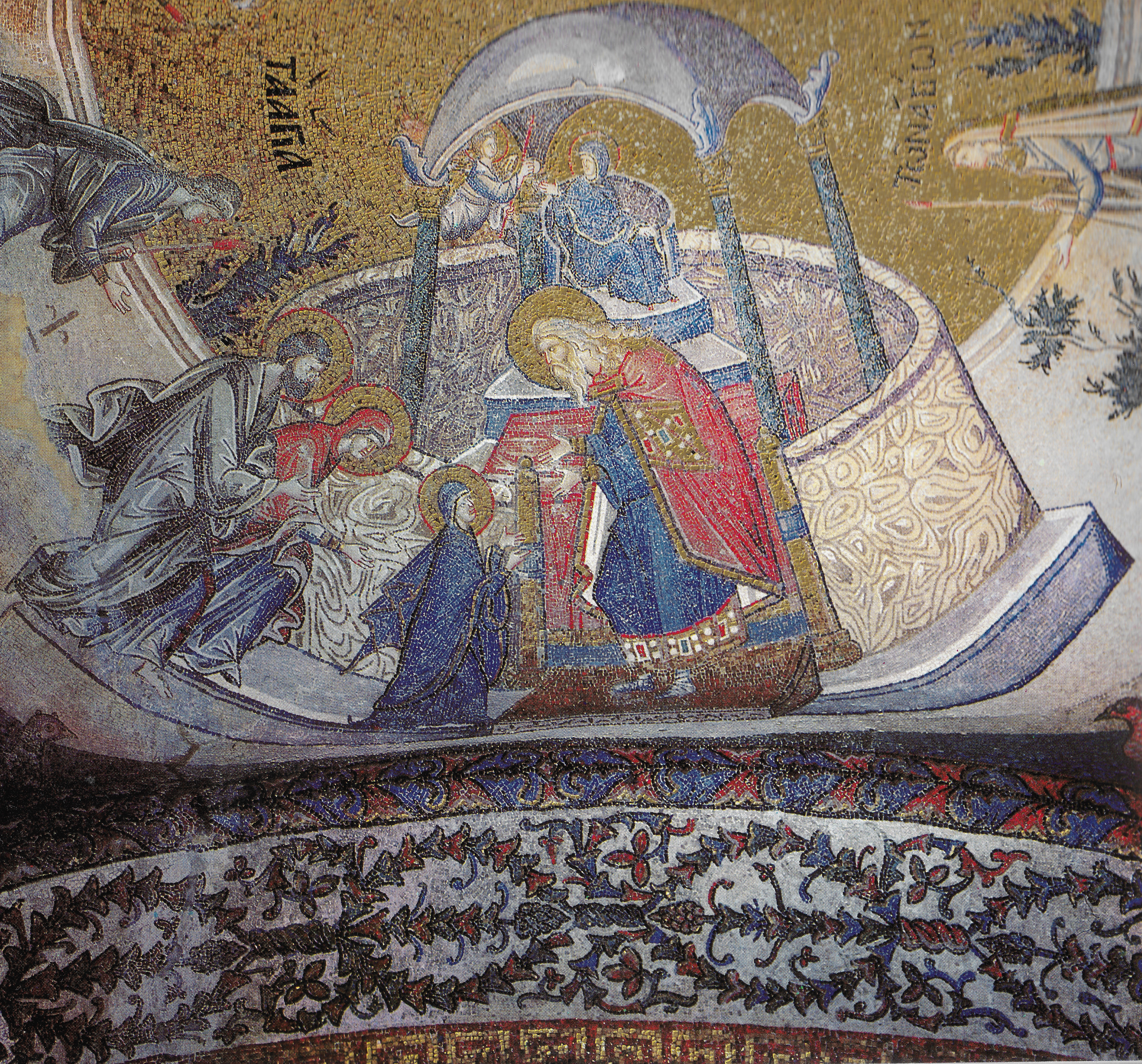
تقدمة العذراء إلى الهيكل